# マルティンシクーロ
マルティンシクーロ（イタリア語: Martinsicuro）は、イタリア共和国アブルッツォ州テーラモ県にある、人口約16,000人の基礎自治体（コムーネ）。

## 地理

### 位置・広がり

#### 隣接コムーネ
隣接するコムーネは以下の通り。括弧内のAPはアスコリ・ピチェーノ県（マルケ州）所属を示す。
- アルバ・アドリアティーカ
- コロンネッラ
- モンテプランドーネ (AP)
- サン・ベネデット・デル・トロント (AP)